# Eikenboktor
De eikenboktor (Cerambyx scopolii) is een kever uit de familie boktorren (Cerambycidae). Een andere benaming is kleine eikenbok.

## Algemeen
Deze soort lijkt sterk op de heldenbok (Cerambyx cerdo), ook wel grote eikenbok genoemd, maar blijft met maximaal 3 centimeter kleiner en heeft een wat rondere achterzijde van het lichaam en is vrijwel altijd zwart, in tegenstelling tot de roodbruine heldenbok. In Nederland en België komt de heldenbok overigens niet meer voor, en is de eikenboktor erg zeldzaam. In streken waar deze soort meer algemeen voorkomt, wordt de boktor juist als schadelijk gezien vanwege de aantasting van bomen door de larve.
Zoals bij alle boktorren zijn de antennes erg lang, maar bij deze soort zelfs langer dan het eigen lichaam, vooral bij mannetjes en dit is het belangrijkste geslachtsonderscheid. De segmenten zijn duidelijk te zien en kenmerkend zijn de lichtere tot witte uiteinden. Ook kent deze soort een fijne lichaamsbeharing die echter nauwelijks te zien is.

## Ontwikkeling en status
De larve is een wit en wormachtig en lijkt op de engerling, ook is deze larve polyfaag en leeft in diverse loofboomsoorten als Prunus, eik en Salix, waarvan het hout wordt gegeten. De larve is meerjarig en leeft twee of soms drie jaar, de kever maar enkele weken tot maanden. De kever is te zien te zien van mei tot augustus. Het meerjarige larvestadium, het ontbreken van veel geschikte leefgebieden en het feit dat de kleine eikenboktor niet veel vliegt zorgen ervoor dat de verspreiding van deze soort erg langzaam gaat. In veel streken gaat de eikenboktor dan ook achteruit.